# Natori Reiji
Natori Reiji (japanisch 名取 禮二; geboren 2. Januar 1912 in Tōkyō; gestorben 20. November 2006 daselbst) war ein japanischer Physiologe, bekannt wegen seiner Forschung zur Muskelkontraktion.

## Leben und Wirken
Natori Reiji machte 1936 seinen Studienabschluss an der „Jikei University School of Medicine“ (東京慈恵会医科大学, Tōkyō jikei-kai ika daigaku) in Tōkyō. Anschließend arbeitete er als Assistent in der Abteilung für Physiologie. 1949 wurde er zum Professor ernannt. 1975 wurde er Präsident und Verwaltungsdirektor der Universität, 1982 Ehrenpräsident (名誉学, Meiyo gakuchō).
1949 gelang es Natori, aus den Skelettmuskeln von Fröschen Myofibrillen zu extrahieren, die grundlegende Einheit der Muskelkontraktion. Sie wurden nach ihm „Natori kinsen-i“ (名取筋線維) genannt. Damit leistete er einen großen Beitrag zur Klärung, wie Muskeln kontrahieren. 1981 wurde er dafür mit den Preis der Akademie der Wissenschaften ausgezeichnet.
Natori engagierte sich auch im Sportbereich und war u. a. Präsident der „Sportvereinigung Asiens“ (アジア・スポーツ委員会).
1976 wurde Natori mit dem Asahi-Preis ausgezeichnet, 1981 als Person mit besonderen kulturellen Verdiensten geehrt und 1986 mit dem Kulturorden ausgezeichnet.